# Ханза-Бранденбург W.13
Ханза-Бранденбург W.13 је морнарички бомбардер-извиђач направљен у Немачкој. Авион је први пут полетео 1916. године.

## Пројектовање и развој
Развој авијације и поморског ратовања у току Првог светског рата створила је потребу за хидроавионом извиђачем великог домета који кад открије непријатељски брод може да га нападне бомбама. Тако је на основу искуства у градњи хидроавиона Ханза-Бранденбург CC и W.18 инж. Ернст Хајнкел пројектовао авион Ханса Бранденбург W.13 који је по својим конструктивним решењима био веома сличан претходним хидроавионима али је по димензијама и снази мотора био знатно већи авион. С обзиром на своју намену авион је био двосед, а посада му се састојала од пилота и стрелца-извиђача. Немачка морнарица није прихватила овај авион али га је прихватила ратна морнарица Аустроугарске. С обзиром да капацитети фирме Ханса Бранденбург нису били довољни ни да покрију потребе Немачке у авионима, а власници Ханса Бранденбург и аустроугарске фирме УФАГ из Будимпеште су били исти, производња авиона Ханса Бранденбург W.13 је препуштана УФАГ-у. Поред УФАГ-а ови авиони су се производили и у аустроугарским фирмама ЕФАГ и Феникс али су то биле мале количине.

### Технички опис
Авион Ханса Бранденбург W.13 је једномоторни двокрилни двоседи бомбардерско извиђачки хидро авион. Авион је потпуно дрвене конструкције труп је у облику чамца обложен водоотпорним шпером, а крила су дрвене конструкције пресвучена платном. Крила су четвртастог облика са заобљеним крајевима. Са сваке стране крила, авион је имао по два пара упорница у облику слова V гледано са предње стране авиона. Укрућивање крила се постизало унакрсно постављеним челичним ужадима са затезачима. Доња крила код овог авиона су нешто краћа од горњих. Испод доњих крила су постављени пловци који обезбеђују стабилност при узбурканом мору. Крилца за управљање авионом су се налазила само на горњим крилима. У међу простору између крила је био смештен шесто цилиндарски линијски водом хлађен мотор Austro-Daimler AD12 снаге 270 kW/360 KS који је био причвршћен на челичну конструкцију ослоњену на труп авиона. Потисна елиса која покреће авион је двокрака, направљена од дрвета фиксног корака. Кокпит пилота је био отворен и налазио су у трупу авиона испред крила, а у самом носу авиона испред пилота је седео стрелац-извиђач који је био наоружан једним покретним митраљезом калибра 7,92 mm.

## Наоружање
| Наоружање авиона: Ханза-Бранденбург |          |
| Ватрено (стрељачко) наоружање       |          |
| Топ                                 |          |
| Митраљез                            |          |
| Број и ознака митраљеза             | 1 напред |
| Калибар                             | 7,92     |
| Бомбардерско наоружање (бомбе)      |          |
| Укупна маса                         | 600      |
| Ракетно наоружање (ракете)          |          |

## Оперативно коришћење
Немачка морнарица је купила само један примерак авиона Ханза-Бранденбург W.13 а Аустроугарска морнарица је у децембру месецу поручила о фирме Ханза-Бранденбург 60 авиона овог типа. Од јуна 1917. године до марта 1918. године испоручено је само 20 комплетних авиона Ханза-Бранденбург W.13, док су остали авиони испоручени без мотора, а мотори Austro-Daimler 360 су монтирани у арсеналу у Пули. Од фирме УФАГ је у јануару месецу 1917. године поручено 58 ових авиона који су се лиценцно производили у Будимпешти. Од јуна 1917. до јула 1918. године испоручено је 42 примерка ових авиона док за остале није било мотора. Бечка фирма Феникс је направила 8 авиона и то један комплетан а остали су испоручени без мотора. ЕФАГ је направио само два авиона типа W.13. Укупно је произведено око 130 примерака ових авиона а највећи проблем су били мотори. Неки од испоручених авиона без мотора су добили моторе у радионицама ПВ, било из резерви, било набављени на неки други начин. Производња авио мотора у Аустроугарској је при крају рата запала у велике тешкоће како у погледу квантитета тако и у погледу квалитета произведених мотора. Мотори Austro-Daimler AD12 су се у току експлоатације показали лоше, многи мотори су зарибали па је обустављена њихова производња, тако да је за кратко време половина испоручених авиона W.13 остала без агрегата.
Авиони Ханза-Бранденбург W.13 су коришћени у току рата на Јадранском мору у ратним операцијама против Италијана, и показали су се веома успешним при коришћењу на разуђеној обали Јадранског мора. Аустроугарска морнарица их је користила за намену за коју су пројектовани тј. обалско извиђачке бомбардерске задатке. Ови авиони су били стационирани у хидро базама Пула и Кумбор у Боки которској. На крају рата преостале авионе овог типа су заробили Италијани, Французи и Југословени а један примерак овог авиона је из италијанског контингента завршио у САД где је био детаљно испитан у фабрици за производњу хидроавиона.
У југослованском ПВ (поморском ваздухопловству Краљевине СХС) су коришћена два авиона типа Ханза-Бранденбург W.13, један је био из оригиналне производње Ханза-Бранденбург а други је био производ фирме УФАГ. Ови авиони су коришћени као обалски извиђачи све до половине 20-их година 20. века када су их заменили домаћи хидроавиони Икарус ИО. Ханза-Бранденбург W.13 је у југословенском ПВ популарно назван Великог Бранденбург, за разлику од Малог Бранденбурга који је био назив за авион Ханза-Бранденбург W.18.

## Земље које су користиле овај авион
| - Немачко царство - Аустроугарска - Краљевина Југославија - Краљевина Италија - Француска - САД |